# Poolbillard-Jugendeuropameisterschaft 1994
Die Poolbillard-Jugendeuropameisterschaft 1994 war die 14. Austragung der von der European Pocket Billiard Federation veranstalteten Jugend-Kontinentalmeisterschaft im Poolbillard. Sie fand in Heerlen in den Niederlanden statt.
Ausgespielt wurden die Disziplinen 14/1 endlos, 8-Ball und 9-Ball sowie Mannschafts-Wettbewerbe in den Kategorien Junioren und Schüler. Zudem gab es einen Wettbewerb für Juniorinnen.

## Medaillengewinner
| Disziplin              | Gold                | Silber           | Bronze                        |       |
| ---------------------- | ------------------- | ---------------- | ----------------------------- | ----- |
| Junioren – 14/1 endlos | Jørn Kjølaas        | Alexander Scholz | M. Modigh Andreas Rindler     | [ 1 ] |
| Junioren – 8-Ball      | S. Bergensen        | Sascha Ertl      | Steve Leisen Mikko Mattila    | [ 2 ] |
| Junioren – 9-Ball      | Alexander Dremsizis | T. Juric         | Jeff Degreef G. Hasselstrom   | [ 3 ] |
| Junioren-Mannschaft    | Schweden            | Deutschland      | Norwegen Finnland             | [ 4 ] |
| Schüler – 14/1 endlos  | Marc Holtz          | Thomas Jomne     | Cristian Gotemann J. Brunberg | [ 5 ] |
| Schüler – 8-Ball       | Andreas Himmelbauer | Thorsten Hohmann | N. Elahmed S. Skjennum        | [ 6 ] |
| Schüler – 9-Ball       | T. Sjoberg          | F. Hammero       | P. Wyssen Andreas Osterle     | [ 7 ] |
| Schüler-Mannschaft     | Schweden            | Deutschland      | Finnland Norwegen             | [ 8 ] |
| Juniorinnen – 9-Ball   | Anja Breuers        | I. Kolwratek     | Alexandra Karrasch            | [ 9 ] |